# Monacàntids
Els monacàntids (Monacanthidae) són una família de peixos teleostis de l'ordre dels tetraodontiformes.Es troba a l'Atlàntic, l'Índic i el Pacífic.

## Morfologia
- Cos alt i comprimit.
- Pell prima i aspra.
- Boca petita i dents fortes.
- Obertura branquial petita.
- Nombre de vèrtebres: 19-31.
- L'espècie més grossa és Alutera scripta amb 1 m de llargària màxima.[2]

## Reproducció
Els ous són demersals i la posta es realitza en un lloc preparat i protegit pel mascle o ambdós progenitors.

## Alimentació
La majoria d'espècies es nodreixen d'una gran varietat d'invertebrats bentònics, tot i que n'hi ha algunes que s'especialitzen en coralls o zooplàncton.

## Distribució geogràfica
Es troba a l'Atlàntic, l'Índic i el Pacífic.

## Gèneres i espècies
- Acanthaluteres (Bleeker, 1865)[3]
  - Acanthaluteres brownii (Richardson, 1846)
  - Acanthaluteres spilomelanurus (Quoy & Gaimard, 1824)
  - Acanthaluteres vittiger (Castelnau, 1873)
- Acreichthys (Fraser-Brunner, 1941)[4]
  - Acreichthys hajam (Bleeker, 1852)
  - Acreichthys radiatus (Popta, 1900)
  - Acreichthys tomentosus (Linnaeus, 1758)
- Aluterus (Cloquet, 1816)[5]
  - Aluterus heudelotii (Hollard, 1855)
  - Aluterus maculosus (Richardson, 1840)
  - Aluterus monoceros (Linnaeus, 1758)
  - Aluterus schoepfii (Walbaum, 1792)
  - Aluterus scriptus (Osbeck, 1765)
  - Aluterus velutinus (Jenyns, 1842)
- Amanses (Gray, 1835)[6]
  - Amanses scopas (Cuvier, 1829)
- Anacanthus (Gray, 1830)[7]
  - Anacanthus barbatus (Gray, 1830)
- Brachaluteres (Bleeker, 1865)[8]
  - Brachaluteres baueri (Richardson, 1846)
  - Brachaluteres jacksonianus (Quoy & Gaimard, 1824)
  - Brachaluteres taylori (Woods, 1966)
  - Brachaluteres ulvarum (Jordan & Fowler, 1902)
- Cantherhines (Swainson, 1839)[9]
  - Cantherhines dumerilii (Hollard, 1854)
  - Cantherhines fronticinctus (Günther, 1867)
  - Cantherhines longicaudus (Hutchins & Randall, 1982)
  - Cantherhines macrocerus (Hollard, 1853)
  - Cantherhines melanoides (Ogilby, 1908)
  - Cantherhines multilineatus (Tanaka, 1918)
  - Cantherhines pardalis (Rüppell, 1837)
  - Cantherhines pullus (Ranzani, 1842)
  - Cantherhines rapanui (de Buen, 1963)
  - Cantherhines sandwichiensis (Quoy & Gaimard, 1824)
  - Cantherhines tiki (Randall, 1964)
  - Cantherhines verecundus (Jordan, 1925)
- Cantheschenia (Hutchins, 1877)[10]
  - Cantheschenia grandisquamis (Hutchins, 1977)
  - Cantheschenia longipinnis (Fraser-Brunner, 1941)
- Chaetodermis (Swainson, 1839)[9]
  - Chaetodermis penicilligerus (Cuvier, 1816)
- Colurodontis (Hutchins, 1977)[10]
  - Colurodontis paxmani (Hutchins, 1977)
- Enigmacanthus (Hutchins, 2002)[11]
  - Enigmacanthus filamentosus (Hutchins, 2002)
- Eubalichthys (Whitley, 1930)[12]
  - Eubalichthys bucephalus (Whitley, 1931)
  - Eubalichthys caeruleoguttatus (Hutchins, 1977)
  - Eubalichthys cyanoura (Hutchins, 1987)
  - Eubalichthys gunnii (Günther, 1870)
  - Eubalichthys mosaicus (Ramsay & Ogilby, 1886)
  - Eubalichthys quadrispinus (Hutchins, 1977)
- Lalmohania (Hutchins, 1994)
  - Lalmohania velutina (Hutchins, 1994)
- Meuschenia (Whitley, 1929)[13]
  - Meuschenia australis (Donovan, 1824)
  - Meuschenia flavolineata (Hutchins, 1977)
  - Meuschenia freycineti (Quoy & Gaimard, 1824)
  - Meuschenia galii (Waite, 1905)
  - Meuschenia hippocrepis (Quoy & Gaimard, 1824)
  - Meuschenia scaber (Schneider, 1801)
  - Meuschenia trachylepis (Günther, 1870)
  - Meuschenia venusta (Hutchins, 1977)
- Monacanthus (Oken, 1817)[14]
  - Monacanthus chinensis (Osbeck, 1765)
  - Monacanthus ciliatus (Mitchill, 1818)
  - Monacanthus tuckeri (Bean, 1906)
- Navodon (Whitley, 1930)[12]
  - Navodon xanthopterus (Xu & Zhan, 1988)
- Nelusetta (Whitley, 1939)[15]
  - Nelusetta ayraud (Quoy & Gaimard, 1824)
- Oxymonacanthus (Bleeker, 1865)[8]
  - Oxymonacanthus halli (Marshall, 1952)
  - Oxymonacanthus longirostris (Bloch & Schneider, 1801)
- Paraluteres (Bleeker, 1865)[8]
  - Paraluteres arqat (Clark & Gohar, 1953)
  - Paraluteres prionurus (Bleeker, 1851)
- Paramonacanthus (Bleeker, 1865)[8]
  - Paramonacanthus arabicus (Hutchins, 1997)
  - Paramonacanthus choirocephalus (Bleeker, 1852)
  - Paramonacanthus cryptodon (Bleeker, 1855)
  - Paramonacanthus curtorhynchos (Bleeker, 1855)
  - Paramonacanthus filicauda (Günther, 1880)
  - Paramonacanthus frenatus (Peters, 1855)
  - Paramonacanthus japonicus (Tilesius, 1809)
  - Paramonacanthus lowei (Hutchins, 1997)
  - Paramonacanthus matsuurai (Hutchins, 1997)
  - Paramonacanthus nematophorus (Günther, 1870)
  - Paramonacanthus nipponensis (Kamohara, 1939)
  - Paramonacanthus oblongus (Temminck & Schlegel, 1850)
  - Paramonacanthus otisensis (Whitley, 1931)
  - Paramonacanthus pusillus (Rüppell, 1829)
  - Paramonacanthus sulcatus (Hollard, 1854)
  - Paramonacanthus tricuspis (Hollard, 1854)
- Pervagor (Whitley, 1930)[16]
  - Pervagor alternans (Ogilby, 1899)
  - Pervagor aspricaudus (Hollard, 1854)
  - Pervagor janthinosoma (Bleeker, 1854)
  - Pervagor marginalis (Hutchins, 1986)
  - Pervagor melanocephalus (Bleeker, 1853)
  - Pervagor nigrolineatus (Herre, 1927)
  - Pervagor randalli (Hutchins, 1986)
  - Pervagor spilosoma (Lay & Bennett, 1839)
- Pseudalutarius (Bleeker, 1865)[17]
  - Pseudalutarius nasicornis (Temminck & Schlegel, 1850)
- Pseudomonacanthus (Bleeker, 1865)[8]
  - Pseudomonacanthus elongatus (Fraser-Brunner, 1940)
  - Pseudomonacanthus macrurus (Bleeker, 1857)
  - Pseudomonacanthus peroni (Hollard, 1854)
- Rudarius (Jordan & Fowler, 1902)[18]
  - Rudarius ercodes (Jordan & Fowler, 1902)
  - Rudarius excelsus (Hutchins, 1977)
  - Rudarius minutus (Tyler, 1970)
- Scobinichthys (Whitley, 1931)[19]
  - Scobinichthys granulatus (White, 1790)
- Stephanolepis (Gill, 1861)[20]
  - Stephanolepis auratus (Castelnau, 1861)
  - Stephanolepis cirrhifer (Temminck & Schlegel, 1850)
  - Stephanolepis diaspros (Fraser-Brunner, 1940)
  - Stephanolepis hispidus (Linnaeus, 1766)
  - Stephanolepis setifer (Bennett, 1831)
- Thamnaconus (Smith, 1949)[21]
  - Thamnaconus analis (Waite, 1904)
  - Thamnaconus arenaceus (Barnard, 1927)
  - Thamnaconus degeni (Regan, 1903)
  - Thamnaconus fajardoi (Smith, 1953)
  - Thamnaconus fijiensis (Hutchins & Matsuura, 1984)
  - Thamnaconus hypargyreus (Cope, 1871)
  - Thamnaconus melanoproctes (Boulenger, 1889)
  - Thamnaconus modestoides (Barnard, 1927)
  - Thamnaconus modestus (Günther, 1877)
  - Thamnaconus paschalis (Regan, 1913)
  - Thamnaconus septentrionalis (Günther, 1874)
  - Thamnaconus striatus (Kotthaus, 1979)
  - Thamnaconus tessellatus (Günther, 1880)[22][23][24][25][26]